# Hoz de Abajo
Hoz de Abajo es una localidad española del municipio de Montejo de Tiermes, perteneciente a la provincia de Soria, en la comunidad autónoma de Castilla y León.

## Geografía
Se halla situado entre cerros bajo clima sano, y su término, que fertiliza el arroyo Manzanares, confina con el pueblo siguiente, Carrascosa de Abajo, Caracena y Montejo. El terreno, es accidentado, con monte de encina y roble, caza menor, y buenos pastos para el ganado lanar y vacuno.
Perteneció a la Tierra de Caracena. Desde el punto de vista jerárquico de la Iglesia católica forma parte de la diócesis de Osma la cual, a su vez, pertenece a la archidiócesis de Burgos, aunque históricamente ha pertenecido al obispado de Sigüenza en el arciprestazgo de Caracena.

## Historia
En el censo de 1879, ordenado por el conde de Floridablanca,  figuraba como lugar  del Partido de Caracena en la Intendencia de Soria, conocido entonces como Hoz de Abaxo, con jurisdicción de señorío y bajo la autoridad del alcalde pedáneo, nombrado por el duque de Uceda. Contaba entonces con 150 habitantes.
A la caída del Antiguo Régimen la localidad se constituye en municipio constitucional en la región de Castilla la Vieja que en el censo de 1842 contaba con 28 hogares y 112 vecinos.
A finales del siglo XIX Lugar del partido y a cuatro leguas del Burgo de Osma; a veintidós de la Capitanía general de Burgos, a nueve de Sigüenza, y a doce y media de Soria, su provincia y audiencia de inscripción. Suma próximamente, 180 habitantes; tiene ayuntamiento propio.
El municipio de Hoz de Abajo desapareció en 1967, al fusionarse con los de Montejo de Tiermes, Noviales, Valderromán, Cuevas de Ayllón, Hoz de Arriba y Carrascosa de Arriba. Contaba entonces con 35 hogares y 144 habitantes. Contaba entonces con 27 hogares y 97 habitantes.

## Demografía
| Gráfica de evolución demográfica de Hoz de Abajo entre 1842 y 1960 |
| |
| Población de derecho según los censos de población del INE Población de hecho según los censos de población del INEEntre el censo de 1970 y el anterior, este municipio desaparece porque se integra en el municipio 42120 (Montejo de Tiermes) |

En el año 1981 contaba con 10 habitantes, concentrados en el núcleo principal, pasando a 6 en 2010, 3 varones y 3 mujeres.
| Gráfica de evolución demográfica de Hoz de Abajo entre 2000 y 2010                               |
|                                                                                                  |
| Población de derecho (2000-2010) según los censos de población del INE a 1 de enero de cada año. |

## Patrimonio

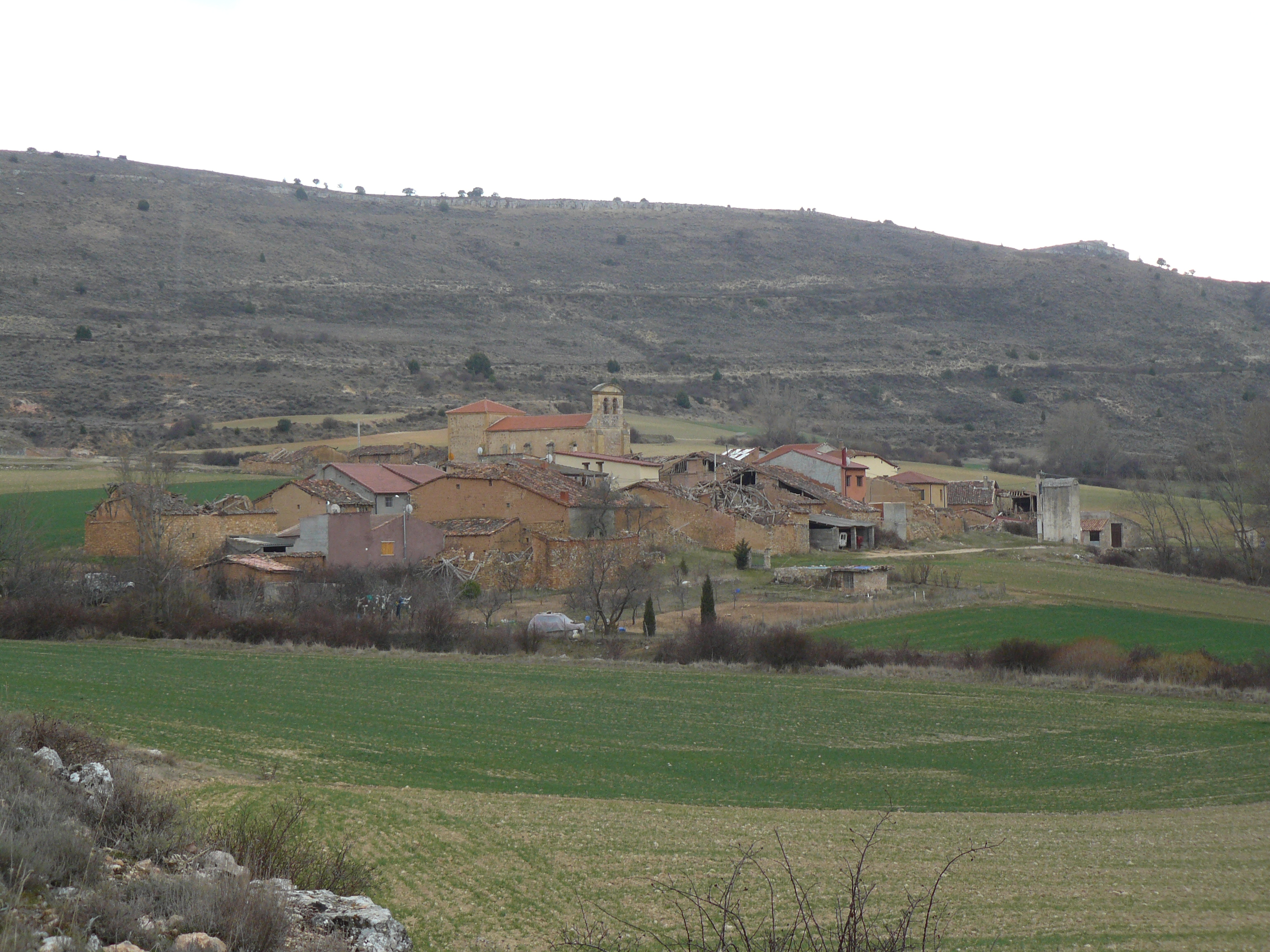
Vista de Hoz de Abajo desde el norte

Iglesia parroquial católica dedicada a San Miguel, aneja de la del pueblo siguiente; escuela de ambos sexos, un molino harinero, una tejería y varios palomares.